# Захарьичев, Макарий Варфоломеевич
Мака́рий Варфоломе́евич Заха́рьичев (в 1924—1925 годах — епископ Михаил; 26 мая [7 июня] 1864, Журавлиха, Николаевский уезд — 28 июля 1930, Рождествено, Средневолжский край) — епископ Древлеправославной церкви Христовой (старообрядцев, приемлющих белокриницкую иерархию), епископ Самарский, Симбирский и Уфимский (1924—1925).

## Биография
Родился 26 мая 1864 года в селе Журавлиха Николаевского уезда Самарской губернии (ныне Ивантеевский район Саратовской области) в семье потомственных старообрядцев. Получил домашнее образование.
В 1890 году епископом Пафнутием (Шикиным) был хиротонисан во пресвитера для прихода храма Козмы и Дамиана села Журавлиха. В 1892 году был переведён на приход в Самару, где по его инициативе был обновлён иконостас. Епископом Самарским Алексием (Серёдкиным) был награждён набедренником и наперсным крестом, возведён в протоиереи.
В 1907 году собрал в Самаре епархиальное собрание духовенства и мирян, утвердившее предложенный им проект устава духовного совета. В 1910 году епископом Порфирием (Маничевым) награждён камилавкой.
А в 1921 году Макария постигло личное горе — скончалась его жена Феодосия Степановна.
Летом 1924 года на епархиальном съезде в Самаре выдвинут кандидатом во епископы. 24 сентября (7 октября) 1924 года, на отдельном совещании епископов, епископу Иоанникию (Исаичеву) было поручено совершить чин иноческого пострижения ставленника. 23 ноября (6 декабря) 1924 года архиепископом Мелетием (Картушиным) и другими архиереями был хиротонисан во епископа Самарско-Симбирского и Уфимского.
После поступивших в архиепископию нареканий, Освященный Собор, проходивший в Москве в июне 1925 года, поручил епископам Тихону (Сухову) и Андриану (Бердышеву) расследовать обвинения. 13 июля 1925 года по результатам расследования епископ Михаил был подвергнут запрещению. Определение об этом подписали архиепископ Мелетий, епископ Геронтий (Лакомкин), епископ Гурий (Спирин), епископ Тихон (Сухов).
В тот период он познакомился с некоей Анисьей Дружининой из села Рождествено, расположенного на другом берегу Волги напротив Самары. Бросив прихожан и храм, епископ перебрался к Анисье. Она постоянно упрекала Захарьичева в том, что он не может обеспечить ей роскошную жизнь, требовала, чтобы он устроился на «настоящую» работу.
1 октября 1925 года, придя на общественный диспут о религии, проходивший в самарском городском театре, епископ Михаил публично, выйдя на трибуну, отрёкся от сана. Такой поступок произвёл на староверов тягостное впечатление. Сам отступник лишился душевного покоя. Сразу после происшествия в театре его посетил священник Харитон Глинкин из Сызрани. Захарьичев был в мирской одежде. Длинные волосы, какие по обычаю носят священнослужители, он остриг. Бывший епископ объяснил, что его подвергло на такой сан обида на несправедливое отношение архиереев и критическое материальное положение. Также Захарьичев взволнованно сказал, что не отрекался от Бога: «Вот Он! Я верю и буду верить. Я пойду к Нему, только другим путём».
3 октября 1925 года в самарском ЗАГСе официально зарегистрировал брак с А. О. Дружининой, а 5 октября общим решением девяти епископов был извержен из сана. Во второй половине 1920-х годов, пребывая в неуравновешенном состоянии, раскаивался в произошедшем, искал возможности уйти в монастырь или скит. Проживал в различных сёлах, а в 1929 году заведовал пивным складом. В марте 1930 года переехал на станцию Кинель, в сорока километрах от Самары, а позднее в село Рождествено, в дом жены, где 28 июля покончил с собой, повесившись.
Епископ Иринарх (Парфёнов), к которому родственники обратились за разрешением на церковное погребение, отказал в таковом. Епископ Иринарх (Парфёнов) так высказался о Захарьичеве: «Перенял у Иуды! Тот предал Христа и удавился. И Михаил отрёкся. И вместо того, чтобы испустить слёзы и принять раскаяние, покончил временную жизнь самоубийством через повешение. Куда пошла душа! Всему есть предел. Нельзя же глумиться над всемогуществом Божьим. Это всеобщий урок». Точное место захоронения неизвестно.